# Канадська арктична експедиція (1913—1916)

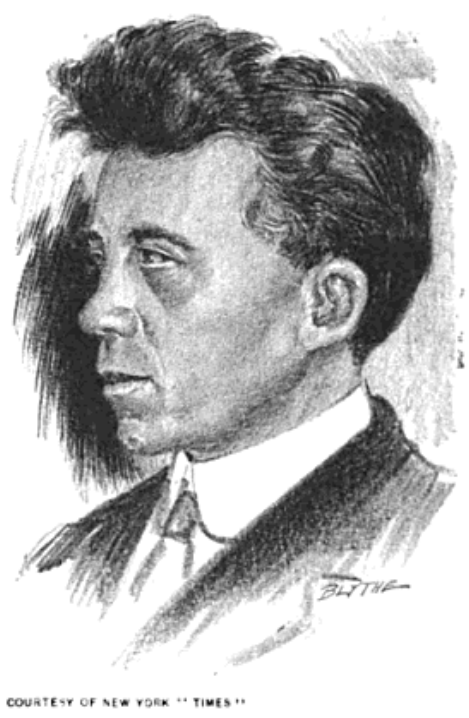
Вільялмур Стефанссон

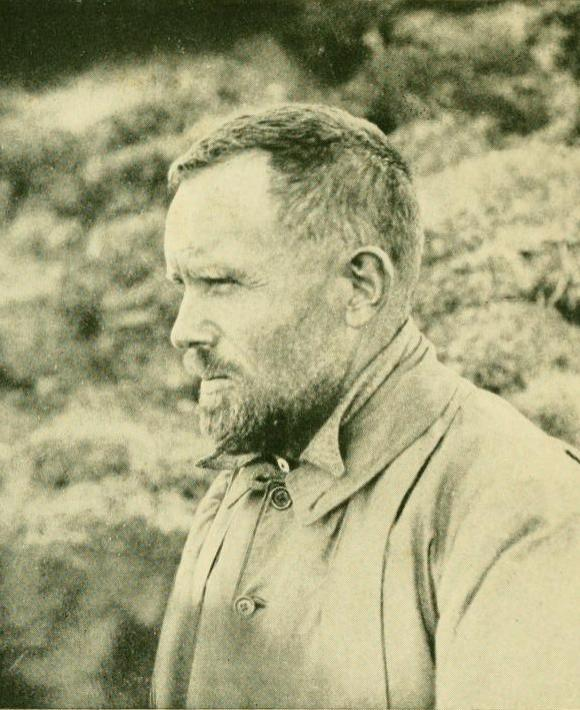
Рудольф Мартін Андерсон.

Канадська арктична експедиція 1913—1916 років — наукова експедиція за полярне коло, яку організував і очолив Вільялмур Стефанссон. Спочатку спонсорами експедиції виступали Національне географічне товариство та Американський музей природної історії. Невдовзі, відчувши потенціал нових земель, головним спонсором експедиції стала Канада, і Стефанссон, який хоч і народився в Канаді, але був американським громадянином, відновив канадське громадянство. Експедиція була поділена на північну групу, на чолі зі Стефанссоном, і південну, на чолі з Рудольфом Андерсоном.

## Північна група
Метою північної групи було дослідження нових земель на північ і захід від відомої землі в канадській Арктиці. Тоді припускали наявність великих невідкритих земель, співвимірних із канадським Арктичним архіпелагом або навіть невеликим континентом. Крім пошуку нових земель, північна група мала провести на півночі низку метеорологічних, магнітних і морських біологічних досліджень.

## Південна група
На південну групу покладалося дослідження дельти річки Маккензі та прилеглих районів Канади між мисом Паррі та півостровом Кент, території на 160 км углиб країни, а також південної та східної частин острова Вікторія; дослідження включало наукову (географічну, геологічну) характеристику, опрацювання нових торгових шляхів, пошук родовищ корисних копалин (зокрема, міді) та, можливо, перепис населення.

## Результати
1913 рік був особливо поганим для арктичної навігації. Всі кораблі експедиції застрягли в льодах, перш ніж вони могли досягти початкового пункту призначення, острова Гершел. Флагмана експедиції, корабель «Карлук» було втрачено й віднесено на острів Врангеля, що призвело до загибелі майже половини екіпажу. Більшість південної групи пливла на інших кораблях. 19 вересня шестеро людей, включно зі Стефанссоном, залишили «Карлук» на невеликій шхуні North Star, вирушивши на полювання, але через дрейф льодів не змогли повернутися на корабель. Капітан «Карлука» Роберт Барлетт організував піший перехід до острова Врангеля, проте повернутися до експедиції та продовжити дослідження змогла лише одна людина з чотирнадцяти. 1915 року експедиція придбала інший корабель, Polar Bear. Південна група залишилася на півночі влітку 1916 року, вивчаючи і зіставляючи Далекий Схід і Батерст-Інлет. Деякі члени північної групи продовжили дослідження до 1918 року. Експедиція відкрила землі, раніше невідомі навіть інуїтам (зокрема, острови Брок, Маккензі-Кінг, Борден, Мієн і Логід).